# Sony Xperia ZL2
Sony Xperia ZL2 (модельний номер — SOL25, інша назва — Sony Xperia Z2a) — смартфон із серії Sony Xperia, розроблений компанією Sony Mobile та представлений ексклюзивно для японського оператора au by KDDI в травні 2014 року. Апарат пило- і водонепроникний за ступенем захисту IPX5/8. На відмінно від свого попередника, телефон не був випущений за межами східної азії і більше виглядає як наступник Xperia UL. 

## Характеристики смартфону

### Апаратне забезпечення
Смартфон працює на базі чотириядерного процесора Qualcomm Snapdragon 801 (MSM8974-AB), що працює із тактовою частотою 2,26 ГГц (архітектура ARMv7), 3 ГБ оперативної пам’яті і використовує графічний процесор Adreno 330 для обробки графіки. Пристрій також має внутрішню пам’ять об’ємом 32 ГБ, із можливістю розширення карткою microSDXC. Апарат оснащений 5-дюймовим (130 мм відповідно) дисплеєм із розширенням 1080 x 1920 пікселів із щільністю пікселів 441 ppi, що виконаний за технологією TFT. Він підтримує мультитач, а також такі функції дисплея, як Live Color LED, відтворюють більш насичені кольори та більш рівномірне підсвічування. В апарат вбудовано 20,7-мегапіксельну задню камеру з датчиком зображення Exmor RS, який знімає відео 4K HDR. Розмір датчика камери 1/2,3 дюйма такий же, як зазвичай використовується у псевдодзеркальній цифровій камері. Є також світлодіодний спалах, стабілізація зображення, HDR, автофокус, розгорнута панорама, а також 2,2 мегапіксельна фронтальну камера, яка записує відео з роздільною здатністю 1080p. Дані передаються через роз'єм micro-USB, і порт HDMI (через MHL 3.0) для перегляду зображень і відео з пристрою на екрані телевізора.  Щодо наявності бездротових модулів Wi-Fi (802.11 a/b/g/n/ac 5 ГГц), DLNA, Bluetooth 4.0, вбудована антена стандарту GPS з A-GPS + ГЛОНАСС, NFC. Весь апарат працює від Li-ion акумулятора ємністю 3000 мА·г і важить 167 грам.

### Програмне забезпечення
Спочатку Sony Xperia ZL2 працював під управлінням Android 4.4.2 «KitKat» із інтерфейсом користувача від Sony та додатковими програмами, включаючи медіа-програми Sony (Walkman, Альбоми і Фільми). Крім того, пристрій має режим Stamina, який збільшує час роботи телефону до 4 разів. Кілька програм Google (таких як Google Chrome, Google Play, Google Search (з голосом), Google Maps і Google Talk) уже попередньо завантажені. Нові функції, додані до програмного забезпечення, включають «Розумне підсвічування» — яке тримає дисплей телефону включеним доти, поки користувач на нього дивиться — і «Режим рукавичок». Для смартфону було випущено оновлення до Android 5.0.1 «Lollipop»